# Carin ter Beek
Carin Anuschka ter Beek (* 29. Dezember 1970 in Groningen) ist eine ehemalige niederländische Ruderin. Sie gewann als Mitglied des niederländischen Achters 2000 die olympische Silbermedaille.
Die 1,86 m große Carin ter Beek ruderte für Proteus Eretes aus Delft. Bei den Weltmeisterschaften 1996 belegte sie den siebten Platz im Vierer ohne Steuerfrau. Ein Jahr später erreichte sie auch bei den Weltmeisterschaften 1997 den siebten Platz, diesmal im Doppelvierer. 1998 bei den Weltmeisterschaften in Köln gewann der niederländische Vierer ohne Steuerfrau die Bronzemedaille in der Besetzung Christine Vink, Carin ter Beek, Tessa Appeldoorn und Nelleke Penninx. 1999 wechselte Carin ter Beek in den Achter. Im Weltcup belegte der Achter den zweiten Platz in Hazewinkel und in Luzern. Bei den Weltmeisterschaften 1999 in St. Catharines erreichte der Achter den vierten Platz. 2000 gewannen die Niederländerinnen den Weltcup-Auftakt in München, in Luzern belegten sie den vierten Platz. Bei den Olympischen Spielen in Sydney siegten wie in Luzern die Rumäninnen, drei Sekunden dahinter gewannen die Niederländerinnen die Silbermedaille in der Besetzung Anneke Venema, Carin ter Beek, Nelleke Penninx, Pieta van Dishoeck, Eeke van Nes, Tessa Appeldoorn, Marieke Westerhof, Elien Meijer und Steuerfrau Martijntje Quik. 2001 belegte Carin ter Beek im Weltcup mit dem Doppelvierer den vierten Platz in Sevilla und den fünften Platz in München. Bei den Weltmeisterschaften 2001 gewann sie im Vierer ohne Steuerfrau die Bronzemedaille zusammen mit Femke Dekker, Anneke Venema und Christine Vink. Tags darauf traten die vier Ruderinnen auch im Achter an und belegten den achten und letzten Platz.